# Modul (Computerspiele)

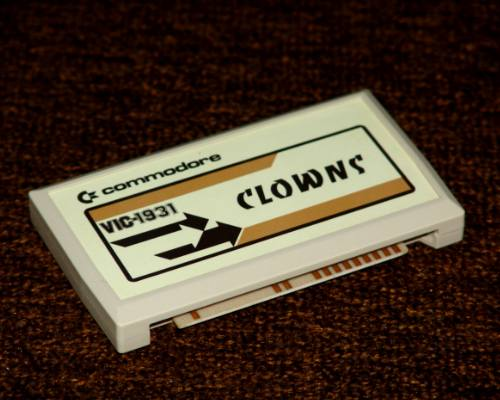
Modul für den Commodore VC 20

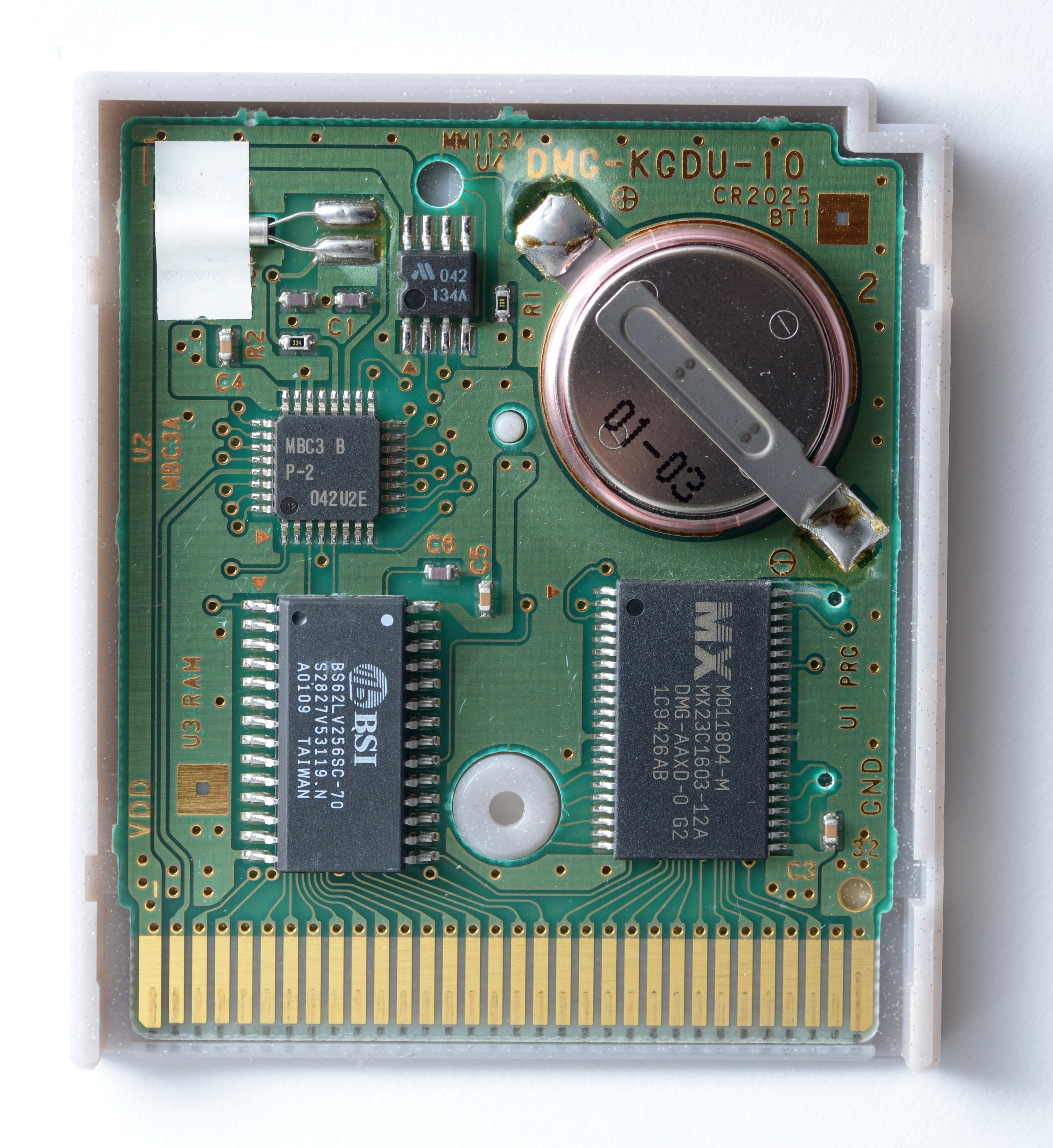
Leiterplatte eines Game-Boy-Spiels mit batteriegespeistem Speicher

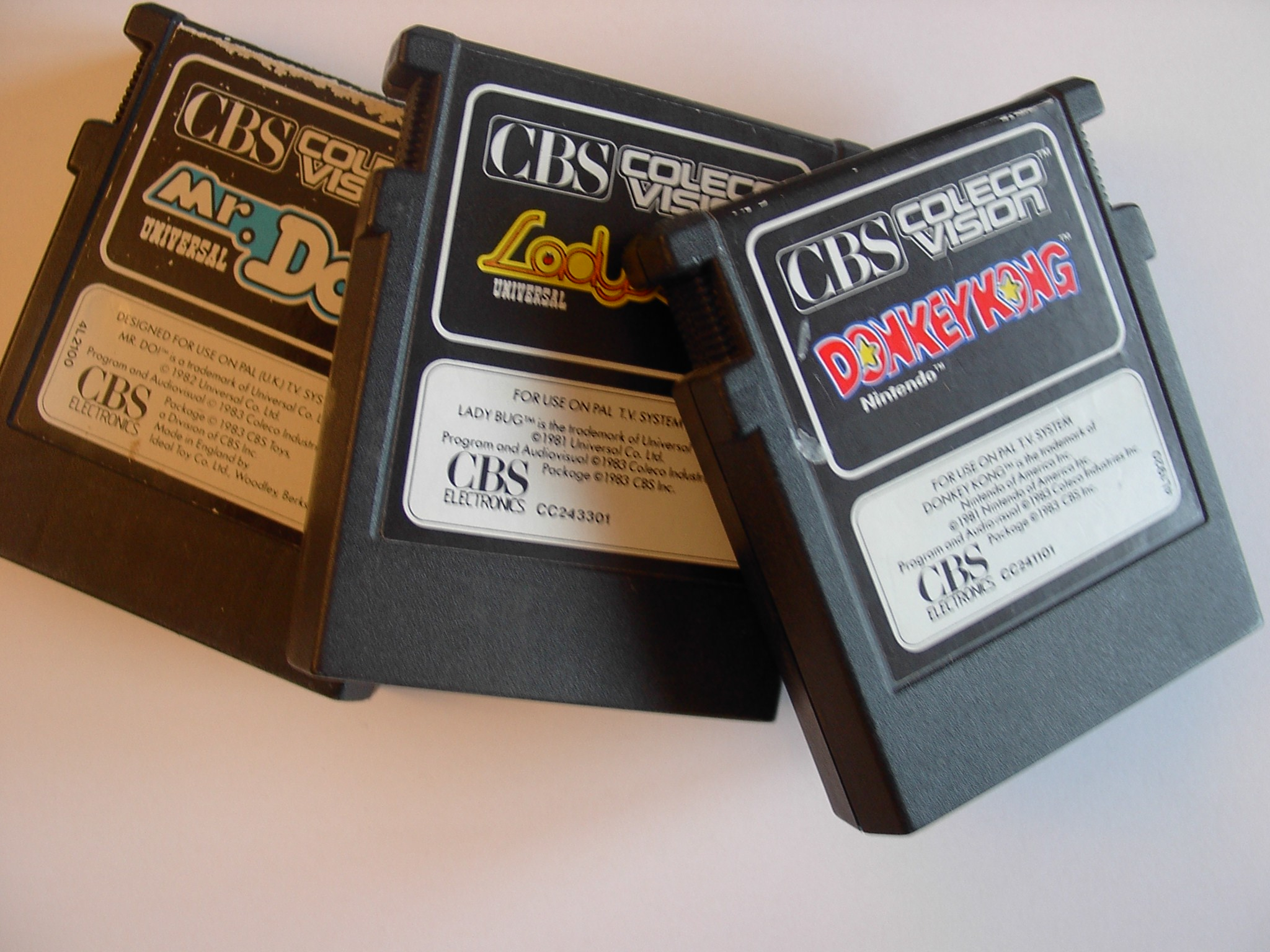
Spielmodule

Ein Modul (englisch cartridge „Kassette“) ist ein Speichermedium, das bei Spielkonsolen und Heimcomputern als Datenträger für Spielsoftware zum Einsatz kam. In diesem Kontext wird es auch als Spiel(e)modul bezeichnet. Mit Beginn der Plattformen Fairchild Channel F und Atari 2600 wurde es zunächst fast durchgängig verwendet, im 21. Jahrhundert jedoch durch optische Speicher und Speicherkarten weitgehend abgelöst. Danach wurden Module bei Konsolen meist nur noch als Memory Card für das Sichern von Spielständen eingesetzt, bis sie dort durch den Gebrauch von innerhalb der Konsole befindlichem Speicher obsolet wurden.
Die Daten (Programm, Grafik und Ton) sind auf elektronischen Bausteinen ROMs oder PROMs gespeichert. Zur Speicherung eines Spielstandes dienen auf den meisten späteren Modulen EEPROMs.
Das Gehäuse besteht aus Kunststoff; im Inneren befindet sich eine Leiterplatte, auf denen sich, neben anderen elektronischen Bauteilen, die ROMs befinden. Die Leiterbahnen, die mit den Bauteilen verbunden sind, enden in vergoldeten Kontakten, die auf der Unterseite des Moduls herausragen. Durch das Einschieben in den Kartenslot der Spielkonsole (welches bei ausgeschaltetem Gerät erfolgen sollte) hat somit der Mikroprozessor Zugriff auf die externen Programmdaten.
Besondere Module sind die Double-Ender von Xonox, welche sowohl an der Ober- als auch Unterseite über Kontakte verfügt und somit zwei Spielmodule in nur einem Gehäuse unterbringt.

## Vorteile
- Geringe (kaum wahrnehmbare) Ladezeiten im Vergleich zu optischen und magnetischen Speichermedien, da keine Mechanik zum Auslesen der Daten benötigt wird.
- Aus Herstellersicht ist es von Vorteil, dass das Kopieren eines Moduls extrem aufwändig ist und daher praktisch nicht gemacht wird. Allerdings ist es mit speziellen Geräten ohne Weiteres möglich, die meist urheberrechtlich geschützten Inhalte eines Moduls auszulesen und als Binärdaten auf anderen Medien wie beispielsweise einer Festplatte oder einem Flashmodul zu speichern.
- Module sind kompakt, robust und unempfindlich gegenüber Erschütterungen, da sie keine beweglichen Teile enthalten (besonders bei tragbaren Spielkonsolen wichtig).
- Module können Zusatzhardware enthalten, die über die ursprünglich vorgesehenen Möglichkeiten der Konsole Hinausgehendes ermöglichen, beispielsweise einen Grafikchip zur Erzeugung spezieller Effekte. Ein prominentes Beispiel ist der Super-FX-Chip, der in einigen SNES-Spielmodulen eingesetzt wurde.
- Module sind energiesparender als optische Speichermedien.
- Module sind leiser als optische Speichermedien, da keine beweglichen Teile zum Lesen der Daten erforderlich sind.

## Nachteile
- Hohe Produktionskosten im Vergleich zu optischen Speichermedien wie CD-ROM und DVD.
- Auf Grund der vergleichsweise geringen Speicherkapazität können kaum Video- und Audiosequenzen in die Spiele integriert werden.
- Spielstände, die batteriegestützt auf dem Modul gespeichert werden, gehen verloren, wenn die Batterie leer ist. Diese kann manuell ersetzt werden.[1]
- Es sind keine Geräte für Endbenutzer verfügbar, um Sicherungskopien von Modulen anfertigen zu können, die wieder als Modul normal genutzt werden können. Mit spezieller Hardware können Sicherungskopien auf andere Medien wie Flashspeicher oder Festplatte geschrieben werden. ROMs auf Festplatte können auf Computern mit einem Emulator emuliert werden.

## Zweckentfremdung
Da eine tragbare Spielkonsole eine vollständige elektronische Hardwareumgebung (Prozessor, Bildschirm, Stromversorgung) darstellt, werden Spielkonsolen und deren Module zweckentfremdet, um Mess- oder Steueraufgaben zu erledigen. Dabei werden die Module so modifiziert, dass die Spielkonsole durch diese Module ein entsprechendes Steuerprogramm ausführt und eine elektrische Verbindung nach außen besteht.
So wurden von der Zeitschrift Elektor Projekte veröffentlicht, in denen beschrieben wird, wie Module für Spielkonsolen der Game-Boy-Reihe umgebaut werden müssen, um die Spielkonsole als digitales Speicheroszilloskop, als speicherprogrammierbare Steuerung oder als Elektrokardiograph verwenden zu können.

## Spielkonsolen und Heimcomputer, die die Modultechnik nutzen (Chronologie)
- Fairchild Channel F (in Deutschland als SABA Videoplay, Nordmende Teleplay oder ITT Tele-Match Processor vermarktet, 1976)
- Atari 2600 (auch bekannt als Atari VCS, 1977)
- Interton VC 4000 (1978)
- Philips G7000 (in USA bekannt als Odyssey², 1978)
- MB Microvision (1979)
- Atari 400 / Atari 800 (1979)
- Intellivision (1979)
- Texas Instruments TI-99/4 (1979) und TI-99/4A (1981)
- Commodore VC 20 (im Ausland als VIC 20 bekannt, 1981)
- Commodore 64 (1982)
- Atari 5200 (1982)
- ColecoVision (1982)
- MSX (1982)
- Atari 600XL / Atari 800XL (1983)
- Bit-60 (1983)
- Sega SG-1000 (1983)
- Bit-90 (1984)
- Atari 7800 (1984)
- Nintendo Entertainment System (kurz NES, 1985)
- Sega Master System (SMS, 1985)
- Sega Mega Drive (1988)
- Nintendo Game Boy (1989)
- Atari Lynx (1989)
- Amstrad GX4000 (1990)
- PC Engine GT (1990)
- Super Nintendo Entertainment System (kurz SNES, 1990)
- Sega Game Gear (1990)
- Neo Geo (1991)
- Atari Jaguar (1993)
- Nintendo 64 (1996)
- Neo Geo Pocket, Game Boy Color (mit EEPROMs zur Speicherung des Spielstandes, 1998)
- Neo Geo Pocket Color (1999)
- Nintendo Game Boy Advance (2001)

Spielkonsolen, die Flashkarten verwenden (Chronologie):
- Nokia N-Gage (2003)
- Nintendo DS (2004) Europa/Australien (2005)
- Nintendo 3DS (2011)
- PlayStation Vita (2012)
- Nintendo Switch (2017)
- Nintendo Switch 2 (2025)

## Galerie

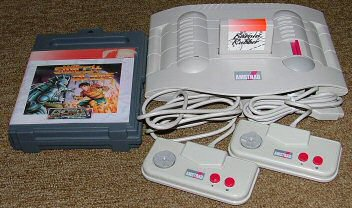
Amstrad GX4000 mit dem Spiel Switchblade
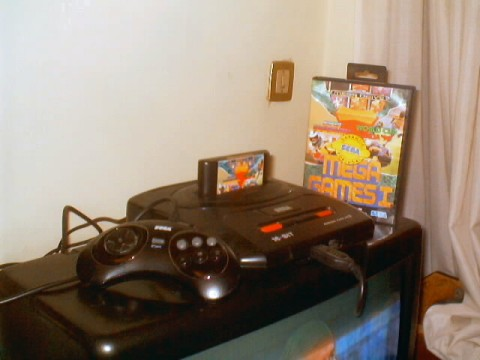
Sega Mega Drive mit eingestecktem Modul
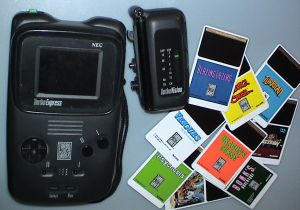
PC Engine GT und HuCard-Spiele
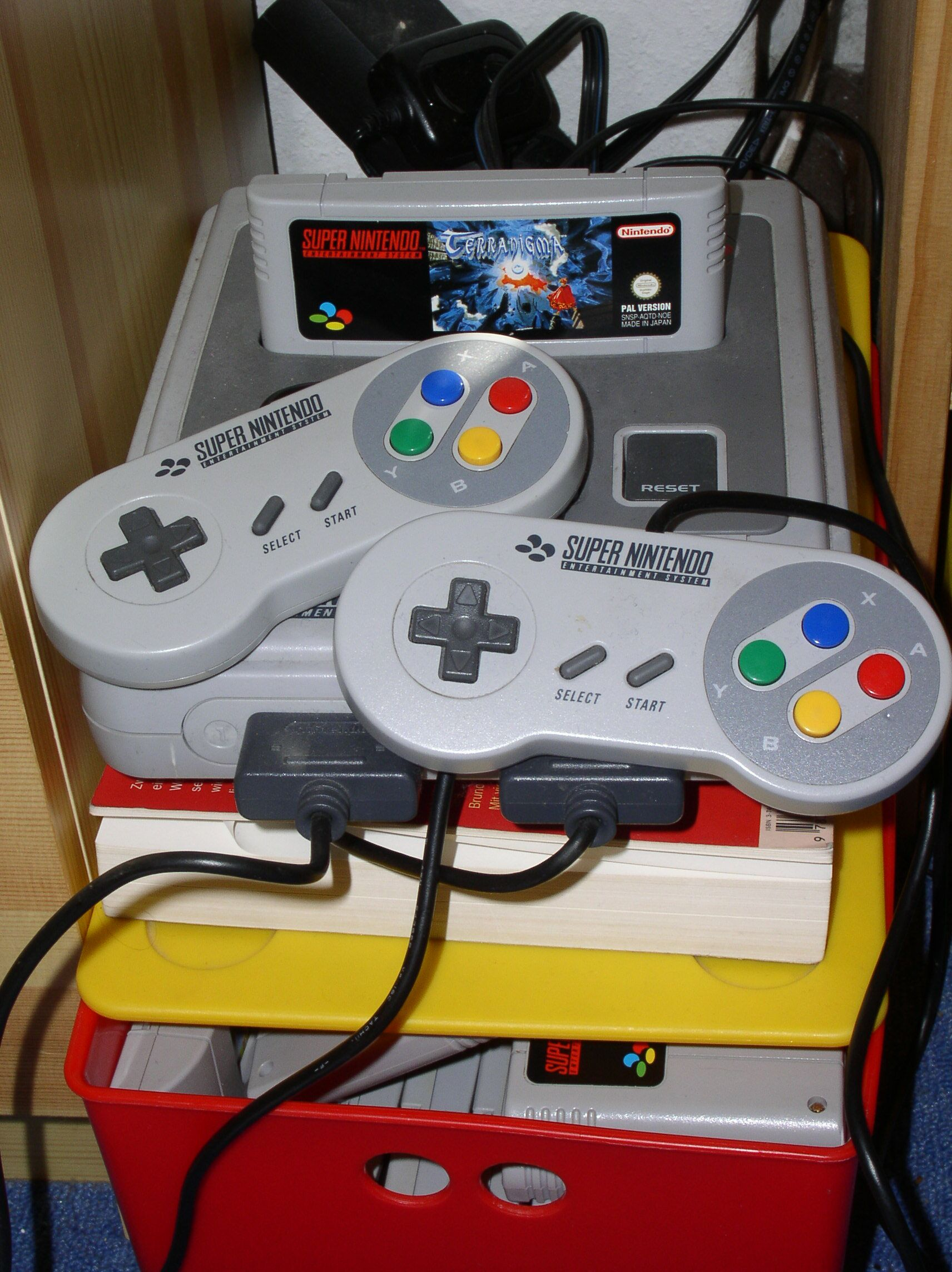
SNES mit eingestecktem Modul